# Walter Buckingham
Walter Samuel Buckingham (* 2. Dezember 1924 in Vero Beach, Florida; † 23. Mai 1967) war ein amerikanischer Hochschullehrer und akademischer Sachverständiger für Automationsfragen.

## Leben und Wirken
Buckingham hat am Georgia Institute of Technology und an der Indiana University Nationalökonomie studiert. Nach seiner Promotion lehrte er zunächst an der University of London. Später wurde er Direktor der School of Industrial Management und Professor of Economics am Georgia Institute of Technology. Als Gutachter in Automationsfragen für Senat und Repräsentantenhaus in Washington erwarb er sich internationale Anerkennung. 1961 übertrug ihm das Repräsentantenhaus die Leitung eine Unterausschusses, der die Zusammenhänge zwischen Arbeitslosigkeit und Automation untersuchen sollte.

## Schriften
- Theoretical Economic Systems: A Comparative Analysis. Ronald Press, New York 1958.
- Automation. Its Impact on Business and People. Harper & Row, New York, 1961.
  - Deutsche Ausgabe: Automation und Gesellschaft. (Übersetzung aus dem Englischen von Norbert Junius); 3. Auflage mit einem Beitrag von Günter Friedrichs: Kann die Automation in den USA für die Bundesrepublik ein Beispiel sein? S. Fischer Verlag, Frankfurt am Main 1967, ISBN 3-10-009601-0.
- The Great Employment Controversy. In: The Annals of the American Academy of Political and Social Science. März 1962, S. 46–52.